# Obleganje Jeruzalema (1099)
Obleganje Jeruzalema med prvo križarsko vojno je trajalo od 7. junija do 15. julija 1099. Križarjem je uspelo osvojiti mesto in osvoboditi Kristusov grob, s čimer so bili cilji pohoda doseženi. Skoraj vse prebivalce mesta so pobili. Godfrej Bouillonski je 22. julija dobil naslov čuvaja Božjega groba, leto kasneje pa je njegov brat Baldvin postal prvi kralj Jeruzalemskega kraljestva.

## Zgodovinsko ozadje
Po uspešnem obleganju Antiohije junija 1098 so križarji do konca leta ostali v bližini mesta. Papeški legat Ademar iz Puya je umrl in oblast v mestu je prevzel Bohemond I. Antioški. Baldvin Bouillonjski  je ostal v Edesi, ki jo je osvojil na začeku leta 1098. Med knezi je bilo mnogo nesoglasij glede tega, kaj storiti in Rajmond Touluški je razočaran zapustil Antiohijo in se odpravil osvajat trdnjavo Marat al-Numan. Konec leta so nižji vitezi in pešci zagrozili, da bodo odšli v Jeruzalem brez sprtih knezov.

## Obleganje Arqe
Konec decembra ali zgodaj januarja 1099 sta Robert Normandijski in Tankred Galilejski sprejela ponudbo, da postaneta vazala Rajmonda Touluškega, ki je bil dovolj bogat, da je lahko plačeval njune usluge. Godfrej Bouillonski je imel dohodke od bratovega premoženja v Edesi, zato je Rajmondovo ponudbo zavrnil.  
Rajmond Touluški je 5. januarja porušil obzidje Marata in se 13. januarja bosonog in  preoblečen v romarja z vojsko odpravil proti jugu. Na poti ob sredozemski obali ni naletel na kakšen večji odpor, ker so lokalni muslimani raje trgovali kot vojskovali. Poleg tega so bili prebivalci suniti in jim oblast šiitskih Fatimidov iz Egipta ni bila preveč pogodu. 
Rajmond Touluški je imel v načrtu, da sam osvoji Tripoli in ustanovi svojo državo, podobno Bohemondovi Antiohiji. Na poti ob obali proti jugu je začel oblegati Arqo. Godfrej Bouillonski in Robert Flandrijski, ki je tudi odklonil Rajmondovo ponudbo za vazalstvo, sta se medtem v Latakiji pridružila ostankom križarske vojske in februarja odšla proti jugu. Bohemond je šel nakaj časa z njima, potem pa se je nahitro vrnil v Antiohijo. Tankred je zaradi spora, katerega vsebina ni znana, zapustil Rajmonda in prestopil h Godfreju, zatem pa se je križarjem pridružila še vojska Gastona IV. Béarnskega.
Godfrej, Robert, Tankred in Gaston so prišli pred Akon meseca marca, obleganju pa ni bilo videti konca. Stanje je bilo napeto, ker se niso sprli samo vojaški poveljniki, ampak tudi kleriki. Od Ademarjeve smrti niso imeli nobenega pravega voditelja in so se od takrat, ko je Peter Bartolomej odkril sveto sulico, stalno prerekali glede njene pristnosti. Arnulf Chocqueški, kasnejši jeruzalemski patriarh,  je zato aprila pozval Petra Bartolomeja na preskus z ognjem. Peter je na preskus pristal in kmalu po preskusu zaradi opeklin umrl in s tem dokazal, da je sulica ponaredek.  Vrhovna avtoriteta pohoda je postal Godfrej Touluški.

## Obleganje Jeruzalema

### Prihod
Obleganje Akona se je brez uspeha nadaljevalo do 13. maja. Fatimidi so poskušali s pogajanji skleniti premirje pod pogojem, da križarji ne bi odšli proti Jeruzalemu, kar so križarji seveda odklonili.  13. maja so prišli do Tripolija, kjer so od lokalnega vladarja dobili denar in konje in nadaljevali pohod proti jugu. 19. maja so prišli do Bejruta in 23. maja do Tira. V Tiru so se obrnili proti Jeruzalemu in prišli 3. junija do Ramale, ki so jo prebivalci že pred njihovim prihodom zapustili. V Ramali so v cerkvi svetega Jurija ustanovili škofijo. 6. junija je Godfrej ukazal Tankredu in Gastonu, naj zasedeta Betlehem, 7. junija pa so križarji končno prišli pred jeruzalemsko obzidje.  Od 7.000 vitezov in okrog 30.000 pešcev, ki so pred tremi leti odšli na pohod, je do Jeruzalema prišlo samo 1.500 vitezov in 12.000 pešcev.
Njihov prihod guvernerja Jeruzalema Iftikarja ad-Daula ni presenetil in se je nanj dobro pripravil. Iz Jeruzalema je izgnal vse krščanske prebivalce, ki bi ga lahko izdali, in zastrupil večino vodnjakov v okolici mesta. Križarji so začeli oblegati mesto takoj po svojem prihodu in zaradi pomanjkanja hrane in vode trpeli mnogo bolj kot obleganci. Godfrej Bouillonski, Robert Flandrijski in Robert Normandijski so oblegali severno obzidje do Davidovega stolpa. Rajmond Touluški se je utaboril zahodno od mesta in oblegal obzidje od Davidovega stolpa do Sionskega griča.
Neposreden napad na mestno obzidje 13. junija je spodletel. Brez hrane in vode so ljudje in živali hitro umirali in čas prav gotovo ni bil njihov zaveznik. Na srečo sta kmalu po prvem napadu v Jafo pripluli dve genovski galeji, ki sta za kratek čas pomagali prebroditi krizo. Križarji so začeli v Samariji sekati drevje in graditi oblegovalne naprave. Hrane in vode je še vedno primanjkovalo, konec junija pa je prispela novica, da je nadnje krenila fatimidska vojska iz Egipta. 

### Bosonoga procesija
Pred križarji je bila skoraj nemogoča naloga. Njihovo moralo je dvignil duhovnik Peter Deziderij, ki je trdil, da je imel božje videnje, v katerem ga je duh pokojnega Ademarja podučil, naj se tri dni postijo, potem pa bosonogi krenejo na procesijo okoli mesta. Mesto bo deveti dan padlo, kot je padel svetopisemski Jeriho (Jozue 6:20).
Križarji so umirali od lakote, a so se kljub temu tri dni postili in 8. julija 1099 med trobljenjem in petjem psalmov krenili na procesijo okrog mestnega obzidja. Branilci na obzidju so se jim ves čas posmehovali. Procesija se je ustavila na Oljski gori, kjer so jim pridigali Peter Puščavnik, Arnulf  Chocqueški in Rajmond Aguilerski.

### Končni napad in pokol
Med obleganjem so križarji večkrat neuspešno naskočili mestno obzidje. Medtem so Genovežani pod poveljstvom Guglielma Embriaca razstavili svoje ladje in zgradili tri oblegovalne stolpe. Ponoči 14. julija so jih privlekli pred obzidje in naslednje jutro napadli. Gesta Francorum (Dejanja Frankov) pravi, da sta prva prišla v mesto flandrijska viteza Letold in Engelbert. Takoj za njima so v mesto vdrli Godfrej, njegov brat Evstahij in Tankred s svojimi vitezi. Rajmondov oblegovalni stolp se je moral pred obrambnim jarkom ustaviti, ko so križarji vdrli v mesto pa so se branilci mestnih vrat kljub temu vdali.
Ko so križarji vdrli v mesto, so pobili večino prebivalcev, po nekaterih računih okrog 40.000 ljudi. Pri tem niso delali razlik - ubijali so muslimane, Jude in kristjane. Nekateri viri trdijo, da je kri segala do gležnjev (Gesta Francorum), drugi, da je segala konjem do kolen in uzd (Rajmond  Aguilerski). Kronist Ibn al-Qalanisi pravi, da so se judovski branilci zatekli v sinagogo, ki so jo Franki nato z ljudmi vred zažgali. Veliko muslimanov se je zateklo v mošejo Al-Aqsa. Tankred Galilejski jih je poskusil zaščititi, vendar mu to ni uspelo. Fatimidski guverner se je umaknil v Davidov stolp in se kasneje predal pod pogojem, da ga skupaj z njegovim spremstvom izpustijo iz mesta. Bil je eden izmed redkih ljudi, ki so pokol preživeli.
Gesta Francorum pravi, da je preživelo tudi nekaj meščanov:  "Ko so bili pogani premagani, so naši ljudje številne zajeli. Moške in ženske so nato po svoji volji pobili ali jih obdržali v ujetništvu". Kasneje je še napisal: "(Naši voditelji) so ukazali, da se vse pobite Saracene zaradi velikega smradu odnese iz mesta, saj je bilo mesto polno njihovih trupel. Preživeli Saraceni so morali odvleči trupla pred mestna vrata, kjer so jih zložili na kupe, visoke kot hiša. Takšnega pokola poganov ni videl še nihče. Potem so jih v obliki piramide zložili na pogrebne grmade. Koliko jih je bilo, ve samo Bog".

## Posledice
Po pokolu je vladar mesta postal Godfrej Bouillonski in 22. julija dobil naslov varuha Božjega groba. Naslova kralja ni hotel sprejeti, ker ni hotel nositi zlate krone v mestu, v katerem je Kristus umrl s trnovo krono na glavi. Rajmond Touluški je vse ponujene naslove odklonil. Godfreju je predal Davidov stolp in se odpravil na romanje. Njegovo odsotnost je izkoristil Arnulf Chocqueški in dosegel, da so ga  1. avgusta izvolili za prvega latinskega jeruzalemskega patriarha. Upravičene proteste grških patriarhov so zavestno prezrli. Arnulf je 5. avgusta po posvetu s preživelimi prebivalci odkril ostanke Pravega križa, na katerem je bil križan Jezus Kristus. 
Godfrej Bouillonski je 12. avgusta krenil z vojsko, ki je pred seboj nosila Sveti križ, v vojno proti Fatimidom. V bitki pri Askalonu je njegova vojska zmagala in večina udeležencev je menila, da so s tem izpolnjeni vsi cilji prve križarske vojne. Večina vitezov se je vrnila domov, tisti, ki so ostali pa so ustanovili Jeruzalemsko kraljestvo. Naslednje leto je Baldvin Bouillnski postal prvi jeruzalemski kralj  Baldvin I. Jeruzalemski.
Obleganje in osvojitev Jeruzalema je v Evropi kmalu postalo legenda. Osvojitev so v 12. stoletju opevale številne pesnitve, med katerimi sta najbolj znani Chanson de Jérusalem in Chanson des Chétifs.